# Mohamed El Kassab
Mohamed El Kassab ou Mohamed Taïeb Kassab (arabe : محمد الطيّب القصّاب), né le 4 juin 1926 à Tunis et mort le 25 décembre 1986 à Paris, est un médecin et chirurgien orthopédiste tunisien.
De nos jours, il est considéré comme l'initiateur et le pionnier de la chirurgie orthopédique en Tunisie.

## Biographie

### Enfance et études
Fils d'un typographe à La Dépêche tunisienne, Mohamed El Kassab naît le 4 juin 1926 à Tunis, au sein d'une fratrie de sept enfants (trois frères et trois sœurs). Son frère cadet Ridha est un chercheur réputé en biologie moléculaire au Centre national de la recherche scientifique à Montpellier.

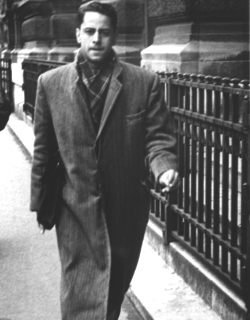
El Kassab lors de ses études à la faculté de médecine de Paris.

Bachelier du collège Sadiki en 1945, il s'inscrit à la faculté de médecine de Paris en 1946, où il réussit son premier cycle d'études médicales en 1951 puis son deuxième cycle en 1955. Il est admis au concours de l'internat des hôpitaux de Paris en 1956 et sert en orthopédie pendant quatre ans, avant d'obtenir en 1960 une bourse de la part de l'Organisation mondiale de la santé pour passer une année à Londres afin d'approfondir sa connaissance en matière de chirurgie prothétique.
En 1961, il décroche son doctorat en médecine lors de la soutenance de sa thèse intitulée Le rétablissement de la continuité osseuse par homogreffe massive après résection des tumeurs diaépiphysaires du membre inférieur et décide de commencer sa carrière médicale en tant qu'orthopédiste.

### Carrière hospitalière

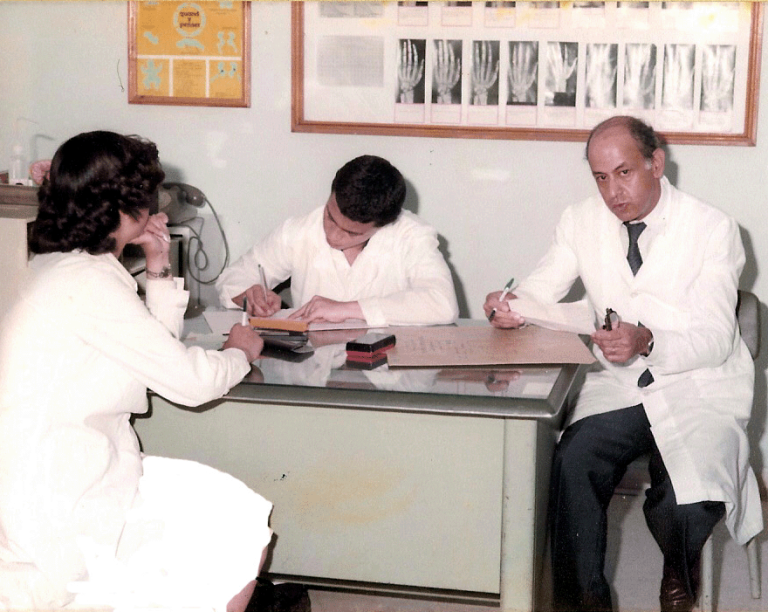
El Kassab lors d'une consultation dans son service d'orthopédie à l'hôpital Ksar Saïd.

Impressionné par la qualité de sa formation, son professeur Robert Merle d'Aubigné le nomme chef de clinique au service d'orthopédie de l'hôpital Cochin en 1961. Il y passe trois ans durant lesquels il approfondit son savoir et son expérience en chirurgie orthopédique et se fait connaître pour sa rigueur et sa disponibilité,, avant de retourner définitivement en Tunisie en 1964 afin d'introduire sa spécialité encore méconnue dans son pays natal.
Il y crée le premier service de chirurgie orthopédique et traumatologique du pays au sein de l'hôpital La Rabta (anciennement appelé Ernest-Conseil) de Tunis. Pour le rendre fonctionnel, il y investit tout son temps et s'appuie sur certains médecins européens, canadiens et américains comme cadres et formateurs, comme Jean Dubousset, co-inventeur de l'instrumentation rachidienne Cotrel-Dubousset. Il noue également des relations dans le cadre de l'obligation d'effectuer le service militaire en France pour les jeunes internes français qui choisissent l'institut de Ksar Saïd pour sa réputation.
En 1971, il fonde le Centre national d'orthopédie de Ksar Saïd, un établissement de chirurgie et de recherche orthopédique doté d’une unité moderne d’appareillage et de rééducation. Première institution de son genre en Afrique, le centre est utile sous le patronage du professeur El Kassab pour le rayonnement du savoir orthopédique en Tunisie et, plus tard, pour la création des premiers services d'orthopédie dans les plus grandes villes du pays avec l'aide de plusieurs de ses collègues. Il est désormais considéré comme une institution de référence en chirurgie et recherche orthopédique.

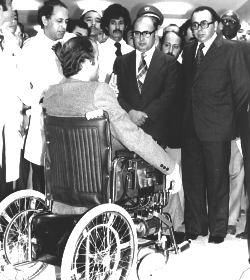
El Kassab discutant avec un patient handicapé lors de l'ouverture du Centre national d'orthopédie de Ksar Saïd en 1971.
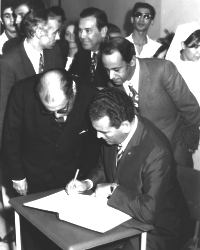
El Kassab avec Driss Guiga, ministre de la Santé, lors de l'inauguration du Centre national d'orthopédie.
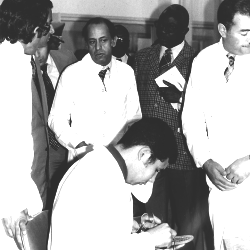
Kassab lors de l'inauguration de l'unité d'appareillage du Centre national d'orthopédie de Ksar Saïd.
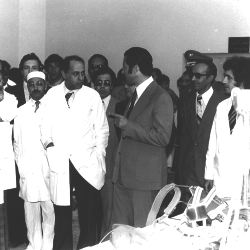
Kassab devant le lit d'un patient lors de l'inauguration de l'unité d'appareillage du Centre national d'orthopédie de Ksar Saïd.

### Carrière scientifique et associative

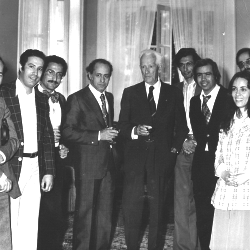
El Kassab avec le professeur Robert Merle d'Aubigné lors de l'inauguration du Centre national d'orthopédie de Ksar Saïd.

Membre actif de la Société française de chirurgie orthopédique et traumatologique ainsi que d’autres sociétés savantes européennes à partir de 1962,, El Kassab s'intéresse à la création et au développement de sociétés savantes en médecine à l'échelle nationale afin de promouvoir la structuration de l'orthopédie en Tunisie. En effet, il co-fonde la Société tunisienne de chirurgie orthopédique et traumatologique le 25 mai 1985 et la préside jusqu'à son décès en 1986. Il fonde par ailleurs l'Association générale des insuffisants moteurs cérébraux en août 1973, une association qui vise la reconnaissance du handicapé en tant que citoyen à part entière et l'amélioration de sa prise en charge orthopédique,. En 1983, il est l'un des cofondateurs de l'Association des orthopédistes de langue française, dont le premier congrès se tient à Monaco en 1986.
Devenue une référence de renommée internationale, il est nommé maître de conférences en orthopédie à la faculté de médecine de Tunis en 1976. Grâce aux moyens à sa disposition au Centre national d'orthopédie de Ksar Saïd, il réussit à y former une première génération d'orthopédistes tunisiens qui contribue plus tard à l'amélioration de la qualité de la prise en charge des atteintes osseuses à travers le pays et à la création d'une tradition locale de recherche orthopédique,,.

### Fin de vie
Lors d'une mission, en décembre 1986 à Niamey au Niger, il est victime d’une ischémie au niveau d’une jambe.
Il est alors opéré sur place puis transféré le 11 décembre 1986 à Paris, dans le service de réanimation de l’hôpital Saint-Joseph, où il meurt le 25 décembre à l’âge de soixante ans.

### Vie privée
Il se marie le 7 septembre 1958 à Zeineb Dellagi[source insuffisante]. Son fils Mourad choisit de pratiquer le métier de son père et devient orthopédiste.

## Publications
Passionné de recherche scientifique et expert dans son domaine, le professeur El Kassab publie plusieurs articles scientifiques durant sa carrière dont la plupart est co-écrite avec John V. Fowles. Parmi ces publications, on peut citer :
- (en) Roly Jakob, John V. Fowles, Mercer Rang et Mohamed El Kassab, « Observations concerning fractures of the lateral humeral condyle in children », The Journal of Bone and Joint Surgery (British Volume) (en), vol. 57-B, no 4,‎ novembre 1975, p. 430-436 (ISSN 0301-620X, DOI 10.1302/0301-620X.57B4.430, lire en ligne, consulté le 20 mars 2018)
- (en) John V. Fowles et Mohamed El Kassab, « Displaced supracondylar fractures of the elbow in children », The Journal of Bone and Joint Surgery (British Volume) (en), vol. 56-B, no 3,‎ août 1974, p. 490-500 (ISSN 0301-620X, DOI 10.1302/0301-620X.56B3.490, lire en ligne, consulté le 20 mars 2018)
- (en) John V. Fowles, Noureddine Slimane et Mohamed El Kassab, « Elbow dislocation with avulsion of the medial humeral epicondyle », The Journal of Bone and Joint Surgery (British Volume) (en), vol. 72-B, no 1,‎ janvier 1990, p. 102-104 (ISSN 0301-620X, DOI 10.1302/0301-620X.72B1.2298765, lire en ligne, consulté le 20 mars 2018)
- (en) John V. Fowles, Noureddine Slimane et Mohamed El Kassab, « The Monteggia lesion in children. Fracture of the ulna and dislocation of the radial head », The Journal of Bone and Joint Surgery (American Volume), vol. 65, no 9,‎ décembre 1983 (ISSN 0021-9355, lire en ligne, consulté le 20 mars 2018)
- John V. Fowles et Mohamed El Kassab, « Fracture humérale du condyle interne chez l'enfant. Diagnostic et traitement. À propos d'un cas », La Tunisie médicale, vol. 50, no 3,‎ mai 1972, p. 189-191 (ISSN 0041-4131, PMID 4662155, lire en ligne, consulté le 13 mars 2018)
- John V. Fowles, Mohamed El Kassab et Rudolph A. Klassen, « Scoliose au cours de la croissance. Classification, traitement et résultats préliminaires », La Tunisie médicale, vol. 50, no 4,‎ juillet 1972, p. 247-262 (ISSN 0041-4131, PMID 4662460, lire en ligne, consulté le 13 mars 2018)
- (en) John V. Fowles et Mohamed El Kassab, « Fracture of the capitulum humeri. Treatment by excision », The Journal of Bone and Joint Surgery (American Volume), vol. 56, no 4,‎ juin 1974, p. 794-798 (ISSN 0021-9355, PMID 4835823, lire en ligne, consulté le 13 mars 2018)
- (en) John A. Elstrom, Arsen M. Pankovich et Mohamed El Kassab, « Irreducible supracondylar fracture of the humerus in children. A report of two cases », The Journal of Bone and Joint Surgery (American Volume), vol. 57, no 5,‎ juillet 1975, p. 680-681 (ISSN 0021-9355, PMID 1150714, lire en ligne, consulté le 13 mars 2018)
- (en) John V. Fowles, Denis S. Drummond, Serge L'Ecuyer, Louis Roy et Mohamed El Kassab, « Untreated scoliosis in the adult », Clinical Orthopaedics and Related Research (en), no 134,‎ juillet-août 1978, p. 212-217 (ISSN 0009-921X, PMID 729247, lire en ligne, consulté le 13 octobre 2018)
- (en) John V. Fowles, Jean Lehoux, Mongi Zlitni, Mohamed El Kassab et Brian Nolan, « Tibial defect due to acute haematogenous osteomyelitis: treatment and results in twenty-one children », The Journal of Bone and Joint Surgery (British Volume) (en), vol. 61, no 1,‎ février 1979, p. 77-81 (ISSN 0021-9355, PMID 422639, lire en ligne, consulté le 13 octobre 2018)
- (en) John V. Fowles, Mohamed El Kassab et Mongi Douik, « Untreated posterior dislocation of the elbow in children », The Journal of Bone and Joint Surgery (American Volume), vol. 66, no 6,‎ juillet 1984, p. 921-926 (ISSN 0021-9355, PMID 6736092, lire en ligne, consulté le 13 octobre 2018)
- (en) John V. Fowles, Mohamed El Kassab et Taoufik Moula, « Untreated intra-articular entrapment of the medial humeral epicondyle », The Journal of Bone and Joint Surgery (British Volume) (en), vol. 66, no 4,‎ août 1984, p. 562-565 (ISSN 0021-9355, PMID 6746694, lire en ligne, consulté le 13 octobre 2018)
- (en) John V. Fowles et Mohamed El Kassab, « Observations concerning radial neck fractures in children », Journal of Pediatric Orthopaedics, vol. 6, no 1,‎ janvier-février 1986, p. 51-57 (ISSN 0271-6798, PMID 3941181, lire en ligne, consulté le 13 octobre 2018)

## Hommages

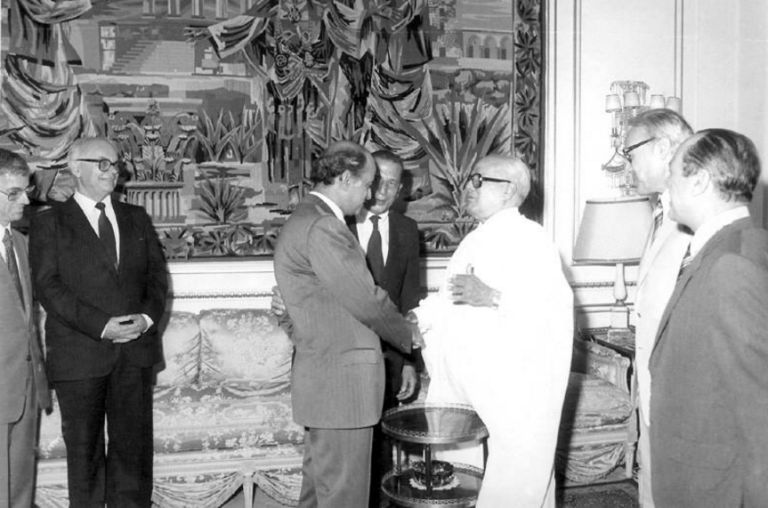
El Kassab accueilli par Habib Bourguiba, président de la République tunisienne.

Ses funérailles le 30 décembre 1986 à Tunis voient la participation d'une foule jugée exceptionnelle,. Les dirigeants tunisiens ainsi que des orthopédistes du monde entier y expriment leur sympathie à cette occasion.
Quelques années après sa mort, le Centre national d'orthopédie de Ksar Saïd et les Journées scientifiques de l'Association générale des infirmes moteurs cérébraux sont respectivement rebaptisés Institut Mohamed-Kassab et Journées scientifiques Mohamed-Kassab à sa mémoire.
Des rues Mohamed-Kassab sont également baptisées dans quelques villes tunisiennes comme Moknine.